# 新报 (俄罗斯)
《新报》（羅馬化：Novaya Gazeta）是一份俄罗斯报纸，以其对俄羅斯政治及社會事務的批评著称。报纸在俄罗斯全境以及部分境外地区发行。在2022年3月28日停刊之前，该报每周一、周三、周五出版。同年4月7日，《新报》宣布推出欧洲版。
俄羅斯《新报》自1993年成立以来，其报社及所属记者曾遭受過多次袭击。从2000年到至今，该报共有6位该报记者遭杀害。。

## 事件
俄羅斯《新报》自1993年成立以来，其报社及所属记者遭到過多次袭击，自2000年以来，共有6位该报记者遭杀害，他们的黑白肖像一直挂在报社的办公室作为悼念。
在2006年，该报记者安娜·波利特科夫斯卡娅在她莫斯科公寓大楼的门前被枪杀，享年48岁。当时她正在调查俄罗斯总统弗拉基米尔·普京和克里姆林宫在第二次車臣戰爭的侵犯人权的行动。而在安娜·波利特科夫斯卡娅身亡之后，关于在北高加索地区和在车臣地区发生的侵犯人权行为和腐败的报导改由俄羅斯《新报》另一位记者埃琳娜·米拉西娜进行独立调查，而她也几次被不明身份的人士袭击和威胁。
2017年4月，俄羅斯《新报》因报导了有关车臣对当地同性恋者的虐待和杀害事件，车臣总统拉姆赞·卡德罗夫批评该报歪曲事实和发出死亡威胁，同时要求俄羅斯《新报》公开道歉和撤回有关文章，迫使该报的记者在收到死亡威胁后躲藏起来，同时该报也因此一度停止营运。
在2018年，俄羅斯《新报》收到一个葬礼花圈和一个被割断的山羊头被留在办公室外面，上面还挂有写着「致俄羅斯《新报》的主编德米特里·穆拉托夫」的字条。当时他的调查揭示了瓦格纳集团在国外的业务以及与涉嫌与克里姆林宫有联系的商人叶夫根尼·普里戈任的联系。
2021年3月15日，俄羅斯《新报》在莫斯科的办公室的入口处发现了一种不明化学物质。总编辑德米特里·穆拉托夫在一份声明中表示，他们编辑部所在的建筑物遭到化学袭击。闭路电视显示一名身着Yandex Eda外卖制服的人骑着自行车在俄羅斯《新报》办公室前门喷洒一种未知物质，然后走开。几天后，总编辑德米特里·穆拉托夫对《法新社》表示，这种「化学袭击」是对俄罗斯少数还愿意挑战官方的媒体保持沉默的最新尝试，并表示「这是用军事等级的非致命毒物来警告报社员工，或是报复他们。」同年10月8日，該報總編輯德米特里·穆拉托夫與菲律賓的玛丽亚·雷萨一同獲得諾貝爾和平獎，以表彰两人“捍卫言论自由这一民主与及长久和平的先决条件”。
自2022年3月28日起，俄羅斯《新报》因报导俄罗斯入侵乌克兰战争的相关新闻而收到两次来自监察机构RKN的警告，宣布暂停报纸出刊，包括网站、社群媒体及印刷，直到战争结束。总编辑德米特里·穆拉托夫表示，虽然这是很艰难的决定，但这么做是为了拯救这份刊物，避免彻底停刊。俄罗斯媒体如果一年内收到两次来自监察机构的警告，法院就可以下令将其关闭。
4月7日，《新报》的记者宣布於里加推出欧洲版的《新报》（英語：Novaya Gazeta Europe），副总编辑基里尔·马蒂诺夫称欧洲版“在法律上和实践上”独立于俄罗斯版，其新闻编辑室由离开俄罗斯的工作人员组成。7月29日，俄罗斯监察机构RKN正式向莫斯科法院发起诉讼，要求撤销《新报》的注册。该诉讼申请此前在7月26日提出，在经过法院的3天考虑后批准。報紙雖然處於暫時停刊的狀態，但於9月當局決定直接吊銷其執照，正式遭到取締。

## 軼事
俄羅斯新报被稱為「自由派」媒體。2014年7月马来西亚航空17号班机空难發生後，當俄羅斯眾多媒體都跟隨官方口徑，把墜機責任指向烏克蘭的時候，新报在頭版刊登「原諒我們，荷蘭」標題與照片，向事件中罹難者最多的荷蘭道歉。

## 參閱
- 俄罗斯报纸列表
- 雨 (電視頻道)（英语：Дождь (телеканал)）
- 冒險者 (新聞調查機構)（英语：Bellingcat）
- 新時代 (雜誌)（英语：The New Times (magazine)）

## 外部連接
- 官方网站  （俄語）
- Russia, Explained newsletter （页面存档备份，存于） （英語）